# Про жінок і сіль
«Про жінок і сіль» (англ. Of Women and Salt) — дебютний роман американської письменниці кубинсько-мексиканського походження Ґабріели Ґарсії, виданий 2021 року; розповідає історії кількох поколінь жінок, родом з Латинської Америки та підіймає теми життя мігрантів та прав жінок. 

## Сюжет
Роман не є автобіографічним, але Ґарсія спиралась на власне походження як дочки іммігрантів з Мексики та Куби. 
Книга починається з написаного у 2018 році листа Кармен до своєї доньки Джанет, де вона зізнається, що має таємниці, про які була не готова говорити усі ці роки, в тому числі про справжню причину переїзду в Маямі з Куби.. 
Далі оповідь переноситься у 1866 рік на Кубу в провінцію Камагуей, Марія Ізабель (прапрабабуся Джанет) працює на тютюновій фабриці та є єдиною жінкою в цеху по скручуванню сигар. Її історія розгортається на тлі політичних заворушень: багато кубинців починають агітувати за деколонізацію, Іспанія жорстоко придушує повстання. Марія привертає увагу лектора з фабрики Антоніо, який вчить її читати та дарує книгу «Знедолені» Віктора Гюго, з часом вони одружуються. Книга стає родинною реліквією, а цитата Гюго з листа до жінок Куби «Хто ми? Слабкість? Ні, ми сила» проходить крізь весь роман. Антоніо підтримує революційні погляди та поширює їх серед робітників фабрики, через що втрачає роботу, а згодом і життя, в той самий час Марія народжує дочку Сесілію.
Центральною фігурую роману є Джанет, молода дівчина з Маямі, що бореться з наркозалежністю, намагається повернутись до звичного життя і дізнатись більше про свою родину з Куби. Одного дня героїня вирішує допомогти маленькій дівчинці Ані, яка родом з Сальвадору і чию матір забрала міграційна служба, історія цієї сім'ї оповідається паралельно з родинною історією Джанет.
Головна героїня має напружені стосунки з матір'ю, крім того вона ніколи не спілкувалась  з бабусею по материнський лінії Долорес, яка живе на Кубі, вірить у правильність Кубинської  революції та зберігає таємницю. Їх родина розділена сексуальним і домашнім насиллям, зловживанням наркотичними речовинами, недовірою і політичними поглядами. 

## Критика
Роман був схвально прийнятий критиками. Оглядач з Los Angeles Review of Books писав: «Найбільшим успіхом цього дебютного роману для мене є руйнівний спосіб, яким Ґарсія показує, що насильницька примусова гендерна (не)приналежність відбувається одночасно на національному та особистому рівнях».
The New York Times писали, що книгу сформували і надали їй бадьорості різка проза Ґарсіа і здатність головної героїні зберігати віру.
Мішель Руїз з Vogue зазначила: «Ґарсія написала визначальний роман, присвячений дослідженню латиноамериканської імміграційної кризи в США», також вона відмітила відчутність того, що крім прози авторка пише ще й поезію.
Гарві Фріденберг з Book Reporter писав «Роман одночасно тяжкий і надихаючий. «Про жінок і сіль» є багатообіцяльним початком її літературної кар’єри».

## Нагороди та номінації
| Рік  | Премія                                          | Категорія                         | Результат | Джерело |
| ---- | ----------------------------------------------- | --------------------------------- | --------- | ------- |
| 2021 | Isabel Allende Most Inspirational Fiction Award | International Latino Book Awards  | Нагорода  | [ 9 ]   |
| 2021 | She Reads Best of 2021 Awards                   | Best Literary Fiction             | Нагорода  | [ 10 ]  |
| 2021 | Goodreads Choice Award                          | Best Novel and Historical Fiction | Номінація | [ 11 ]  |
| 2022 | Southern Book Prize                             | Fictin category                   | Номінація | [ 12 ]  |

## Український переклад
Ґабріела Ґарсія. Про жінок і сіль. Переклад з англійської: Юлія Костюк. Обкладинка: Марія Кінович. Київ: Лабораторія, 2022. 192 стор., ISBN 978-617-8053-15-4